# Порядок элемента
Порядок элемента в теории групп — наименьшее положительное целое {\displaystyle m}, такое что {\displaystyle m}-кратное групповое умножение данного элемента {\displaystyle g\in G} на себя даёт нейтральный элемент:
{\displaystyle \underbrace {gg\dots g} _{m}=g^{m}=e}.
Иными словами, {\displaystyle m} — количество различных элементов циклической подгруппы, порождённой данным элементом. Если такого {\displaystyle m} не существует (или, эквивалентно, число элементов циклической подгруппы бесконечно), то говорят, что {\displaystyle g} имеет бесконечный порядок. Обозначается как {\displaystyle \mathrm {ord} (g)} или {\displaystyle |g|}.
Изучение порядков элементов группы может дать сведения о её структуре. Несколько глубоких вопросов о связи порядка элементов и порядка группы содержатся в различных проблемах Бёрнсайда, некоторые из них остаются открытыми.

## Основные свойства
Порядок элемента равен единице тогда и только тогда, когда элемент является нейтральным.
Если всякий не нейтральный элемент в {\displaystyle G} совпадает со своим обратным (то есть {\displaystyle g^{2}=e}), то {\displaystyle \mathrm {ord} (a)=2} и {\displaystyle G} является абелевой, поскольку {\displaystyle ab=(ab)^{-1}=b^{-1}a^{-1}=ba}. Обратное утверждение в общем случае неверно: например, (аддитивная) циклическая группа {\displaystyle \mathbb {Z} _{6}} целых чисел по модулю 6 — абелева, но число 2 имеет порядок 3:
{\displaystyle 2+2+2=6\equiv 0{\pmod {6}}}.
Для любого целого {\displaystyle k} тождество {\displaystyle g^{k}=e} выполнено тогда и только тогда, когда {\displaystyle \mathrm {ord} (g)} делит {\displaystyle k}.
Все степени элемента бесконечного порядка имеют также бесконечный порядок. Если {\displaystyle g} имеет конечный порядок, то порядок {\displaystyle g^{k}} равен порядку {\displaystyle g}, делённому на наибольший общий делитель чисел {\displaystyle \mathrm {ord} (g)} и {\displaystyle k}. Порядок обратного элемента совпадает с порядком самого элемента ({\displaystyle \mathrm {ord} (g)=\mathrm {ord} (g^{-1})}).

## Связь с порядком группы
Порядок любого элемента группы делит порядок группы. Например, в симметрической группе {\displaystyle S_{3}}, состоящей из шести элементов, нейтральный элемент {\displaystyle e} имеет (по определению) порядок 1, три элемента, являющихся корнями из {\displaystyle e} — порядок 2, а порядок 3 имеют два оставшихся элемента, являющихся корнями элементов порядка 2: то есть, все порядки элементов являются делителями порядка группы.
Частично обратное утверждение верно для конечных групп (теоретико-групповая теорема Коши): если простое число {\displaystyle p} делит порядок группы {\displaystyle G}, то существует элемент {\displaystyle g\in G}, для которого {\displaystyle \mathrm {ord} (g)=p}. Утверждение не выполняется для  составных порядков, так, четверная группа Клейна не содержит элемента порядка четыре.

## Порядок произведения
В любой группе {\displaystyle \mathrm {ord} (ab)=\mathrm {ord} (ba)}.
Не существует общей формулы, связывающей порядок произведения {\displaystyle ab} с порядками сомножителей {\displaystyle a} и {\displaystyle b}. Возможен случай, когда и {\displaystyle a}, и {\displaystyle b} имеют конечные порядки, в то время как порядок произведения {\displaystyle ab} бесконечен, также возможно, что и {\displaystyle a}, и {\displaystyle b} имеют бесконечный порядок, в то время как {\displaystyle \mathrm {ord} (ab)} конечен. Пример первого случая — в симметрической группе над целыми числами перестановки, задаваемые формулами {\displaystyle a(x)=2-x,b(x)=1-x}, тогда {\displaystyle ab(x)=x-1}. Пример второго случая — перестановки в той же группе {\displaystyle a(x)=x+1,b(x)=x-1}, произведение которых является нейтральным элементом (перестановка {\displaystyle ab(x)=\mathrm {id} }, оставляющая элементы на своих местах). Если {\displaystyle ab=ba} то можно утверждать, что {\displaystyle \mathrm {ord} (ab)} делит наименьшее общее кратное чисел {\displaystyle \mathrm {ord} (a)} и {\displaystyle \mathrm {ord} (b)}. Следствием этого факта является, что в конечной абелевой группе порядок любого элемента делит максимальный порядок элементов группы.

## Подсчёт по порядку элементов
Для данной конечной группы {\displaystyle G} порядка {\displaystyle n}, число элементов с порядком {\displaystyle d} ({\displaystyle d} — делитель {\displaystyle n}) кратно {\displaystyle \varphi (d)}, где {\displaystyle \varphi } — функция Эйлера, дающая число положительных чисел, не превосходящих {\displaystyle d} и взаимно простых с ним. Например, в случае {\displaystyle S_{3}} {\displaystyle \varphi (3)=2}, и имеется в точности два элемента порядка 3; при этом данное утверждение не даёт никакой полезной информации относительно элементов порядка 2, поскольку {\displaystyle \varphi (2)=1}, и очень ограниченную информацию о составных числах, таких как {\displaystyle d=6}, поскольку {\displaystyle \varphi (6)=2}, и в группе {\displaystyle S_{3}} имеется нуль элементов порядка 6.

## Связь с гомоморфизмами
Гомоморфизмы групп имеют свойство понижать порядок элементов. Если {\displaystyle f:G\to H} является гомоморфизмом, и {\displaystyle g\in G} — элемент конечного порядка, то {\displaystyle \mathrm {ord} (f(g))} делит {\displaystyle \mathrm {ord} (g)}. Если {\displaystyle f} инъективно, то {\displaystyle \mathrm {ord} (f(g))=\mathrm {ord} (g)}. Этот факт может быть использован для доказательства отсутствия (инъективного) гомоморфизма между двумя какими-либо заданными группами. (Например, не существует нетривиального гомоморфизма {\displaystyle h:S_{3}\to \mathbb {Z} _{5}}, поскольку любое число, за исключением нуля, в {\displaystyle \mathbb {Z} _{5}} имеет порядок 5, а 5 не делит ни один из порядков 1, 2 и 3 элементов {\displaystyle S_{3}}.) Другим следствием является утверждение, что сопряжённые элементы имеют одинаковый порядок.